# El Investigador Magazine
El Investigador Magazine es una revista digital de retrofuturismos, fundada en marzo de 2011 pero fue a partir de su número 3, en el mes de mayo, que alcanzó reconocimiento internacional, al entrevistar a la banda de Steampunk, Vernian Process. Su maquetación y diseño, a cargo de Alejandro Pérez Cobos (conocido por su seudónimo de Mr Xpk), sorprendió de manera positiva a la comunidad Steampunk mundial.

## Historia
Intentando cubrir el hueco que existía de una publicación Steampunk en idioma español, 'El Investigador' surge con la intención de informar y llevar una voz de crecimiento, en la entonces bastante desconocida escena hispana retro futurista.
Apoyándose en el apenas naciente foro de Steampunk México, la revista llegó a impulsarse hasta alcanzar a otras comunidades virtuales, permitiendo la cooperación entre aficionados de España y México, de donde surgió un Dossier especial para L'Extraordinaire Uchronie, evento realizado en Santiago de Compostela.

## Desenvolvimiento
A través de cada número, la revista fue informando respecto de la escena mundial Steampunk y acercándose a su vez a otros medios, como la revista holandesa The Gatehouse Gazette, la cual puso en el mapa internacional no solo a la revista, sino al movimiento Steampunk Hispanoparlante. Que había sido ignorado por la comunidad internacional, a pesar de los años que llevaba ya desarrollándose en países de habla hispana, como España y Perú. 
Por medio de entrevistas a artistas como Voltaire (músico), Sam Van Olffen de Francia, Strange Artifact de Japón y K. W. Jeter, entre otros, y diversos artículos de música, cine, literatura, historia y análisis del movimiento Steampunk en general, 'El Investigador' fue presentándose en números mensuales dedicados a otros subgéneros como el SteamGoth, La Gaslamp Fantasy, El Weird West y otros retrofuturismos como el Dieselpunk, convirtiéndose en una de las mayores referencias de retrofuturismos en idioma español.      

## Menciones internacionales
La revista ha aparecido mencionada en diversos sitios de distintos países, como por ejemplo el foro de Brass gogggles en Reino Unido, en el blog del artista gráfico Sam Van Olffen, en Francia. En Países Bajos el de The Gatehouse Gazette, o en Japón, la web oficial de la banda nipona Strange Artifact.
Además, la revista, llegó a ser calificada desde un principio como "esplendida".
"El Investigador is one splendid magazine, the way it is presented, the design, the layout, the content (thank you, Google Translate…)"
Para 2012, al celebrar el primer aniversario de El Investigador, el blog de opinión Silver Goggles, enfocado en la representación cultural y en la diversidad, celebró el Festival Anglo-Español, a través del #Steampunkchat.
En el libro Alemán, "Steampunk Kurtz & Geek", El Investigador es mencionada como una de las cuatro revistas más importantes del género, a nivel mundial.

## Personal
En un principio, el equipo editorial utilizaba seudónimos, muy a la usanza de algunos miembros de la comunidad Steampunk. Conforme la revista fue creciendo, tanto miembros del personal inicial, como los colaboradores, comenzaron a firmar los artículos bajo su nombre de pila.
Dirección General: N. Inmunsapá (Paulo César Ramírez)
Redactora jefe: Von Marmalade (Araceli Rodríguez)
Diseño editorial: Mr Xpk (Alejandro Pérez Cobos)
Colaboradores: Schnabel (Josué Ramos), Profesor Lecumberri (Aguir Plascencia) Robert LeBlancs, Katalina Salazar, Hodson (Dan Hernández), Alejando Morales Mariaca, Mayor Jacques Lovesteel (Darío Giménez), Meyrilu Wendorf, (Meyrilu Rodríguez) Patxi Larrabe, Djinn, Paulo Arredondo, KaDeCo (Karina Denisse Contreras).

## Recepción
La revista fue vista en un principio de su lanzamiento como algo más que un fanzine realizado por aficionados. Se le ligó incluso al foro de Steampunk México, situación que generó algunos problemas, fraccionado la escena Steampunk en México. Debido a las múltiples y constantes diferencias con los administradores del foro, el personal y Steampunk México rompieron relaciones en definitiva.
La constancia y continua mejora en la presentación y contenidos de 'El Investigador', la fueron convirtiendo poco a poco en una revista digital con un reconocimiento internacional.
En 2014 'El Investigador' fue nominada en la categoría de Best Steampunk Periodical en los Steampunk Chronicle´s readers choice awards.